# Руйак (Шаранта)
Руйа́к (фр. Rouillac) — коммуна во Франции, находится в регионе Пуату — Шаранта. Департамент — Шаранта. Главный город кантона Руйак. Округ коммуны — Коньяк.
Код INSEE коммуны — 16286.
Коммуна расположена приблизительно в 390 км к юго-западу от Парижа, в 95 км южнее Пуатье, в 23 км к северо-западу от Ангулема.

## Население
Население коммуны на 2008 год составляло 1765 человек.
| 1962 | 1968 | 1975 | 1982 | 1990 | 1999 | 2008 |
| ---- | ---- | ---- | ---- | ---- | ---- | ---- |
| 1582 | 1516 | 1704 | 1795 | 1713 | 1761 | 1765 |

## Климат
Климат океанический. Ближайшая метеостанция находится в городе Коньяк.
| Показатель                        | Янв. | Фев. | Март | Апр. | Май  | Июнь | Июль | Авг. | Сен. | Окт. | Нояб. | Дек. | Год   |
| --------------------------------- | ---- | ---- | ---- | ---- | ---- | ---- | ---- | ---- | ---- | ---- | ----- | ---- | ----- |
| Средний суточный максимум, °C     | 8,7  | 10,5 | 13,1 | 15,9 | 19,5 | 23,1 | 26,1 | 25,4 | 23,1 | 18,5 | 12,4  | 9,2  | 17,7  |
| Средняя температура, °C           | 5,4  | 6,7  | 8,5  | 11,1 | 14,4 | 17,8 | 20,2 | 19,7 | 17,6 | 13,7 | 8,6   | 5,9  | 12,5  |
| Средний суточный минимум, °C      | 2,0  | 2,8  | 3,8  | 6,2  | 9,4  | 12,4 | 14,4 | 14,0 | 12,1 | 8,9  | 4,7   | 2,6  | 7,8   |
| Норма осадков, мм                 | 80,4 | 67,3 | 65,9 | 68,3 | 71,6 | 46,6 | 45,1 | 50,2 | 59,2 | 68,6 | 79,8  | 80,0 | 783,6 |
| Источник: Relevé météo des Cognac |      |      |      |      |      |      |      |      |      |      |       |      |       |

## Администрация
| Период | Период | Фамилия       | Партия | Примечания          |
| ------ | ------ | ------------- | ------ | ------------------- |
| 1989   | 2008   | Мишель Бастье |        | врач                |
| 2008   |        | Мишель Трено  |        | банковский служащий |

## Экономика
В 2007 году среди 1047 человек в трудоспособном возрасте (15—64 лет) 754 были экономически активными, 293 — неактивными (показатель активности — 72,0 %, в 1999 году было 69,8 %). Из 754 активных работали 665 человек (359 мужчин и 306 женщин), безработных было 89 (28 мужчин и 61 женщина). Среди 293 неактивных 67 человек были учениками или студентами, 104 — пенсионерами, 122 были неактивными по другим причинам.

## Достопримечательности
- Приходская церковь Сен-Пьер (XII век). Исторический памятник с 1910 года[3]
- Протестантский храм, ныне штаб-квартира Сообщества Коммуна Руйак
- Замок Линер[фр.] (1872 год)

## Фотогалерея

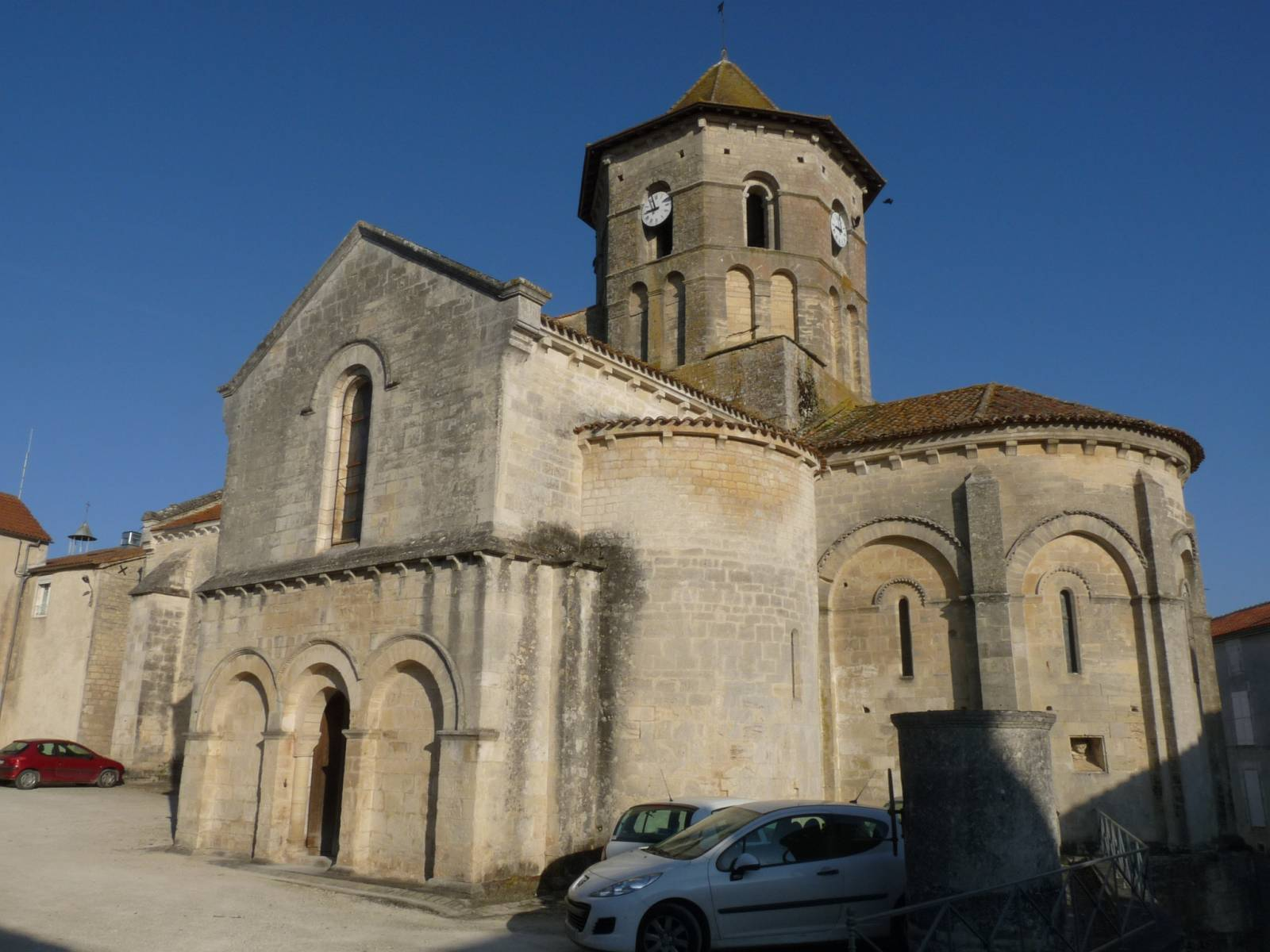
Церковь Сен-Пьер
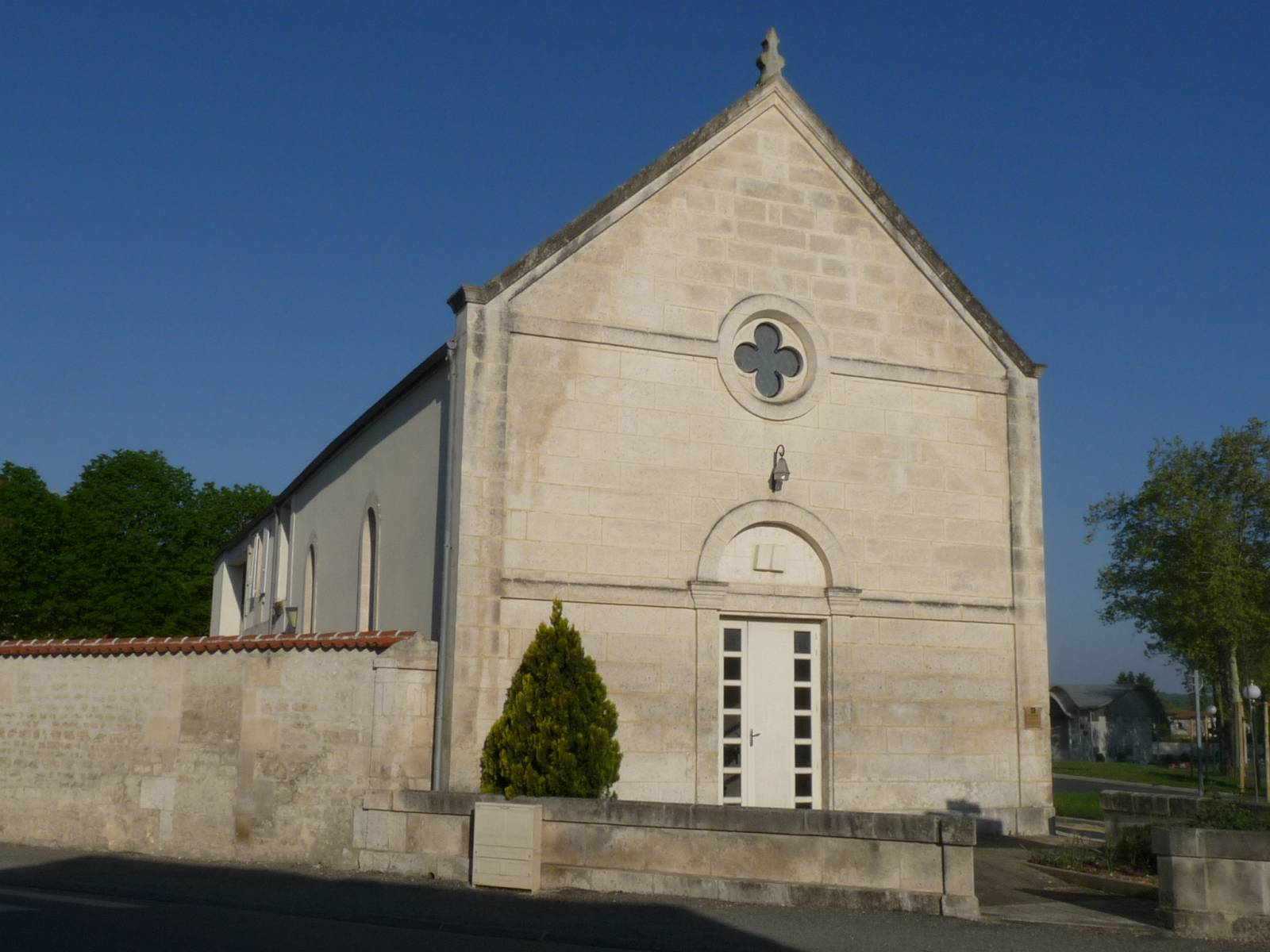
Протестантский храм
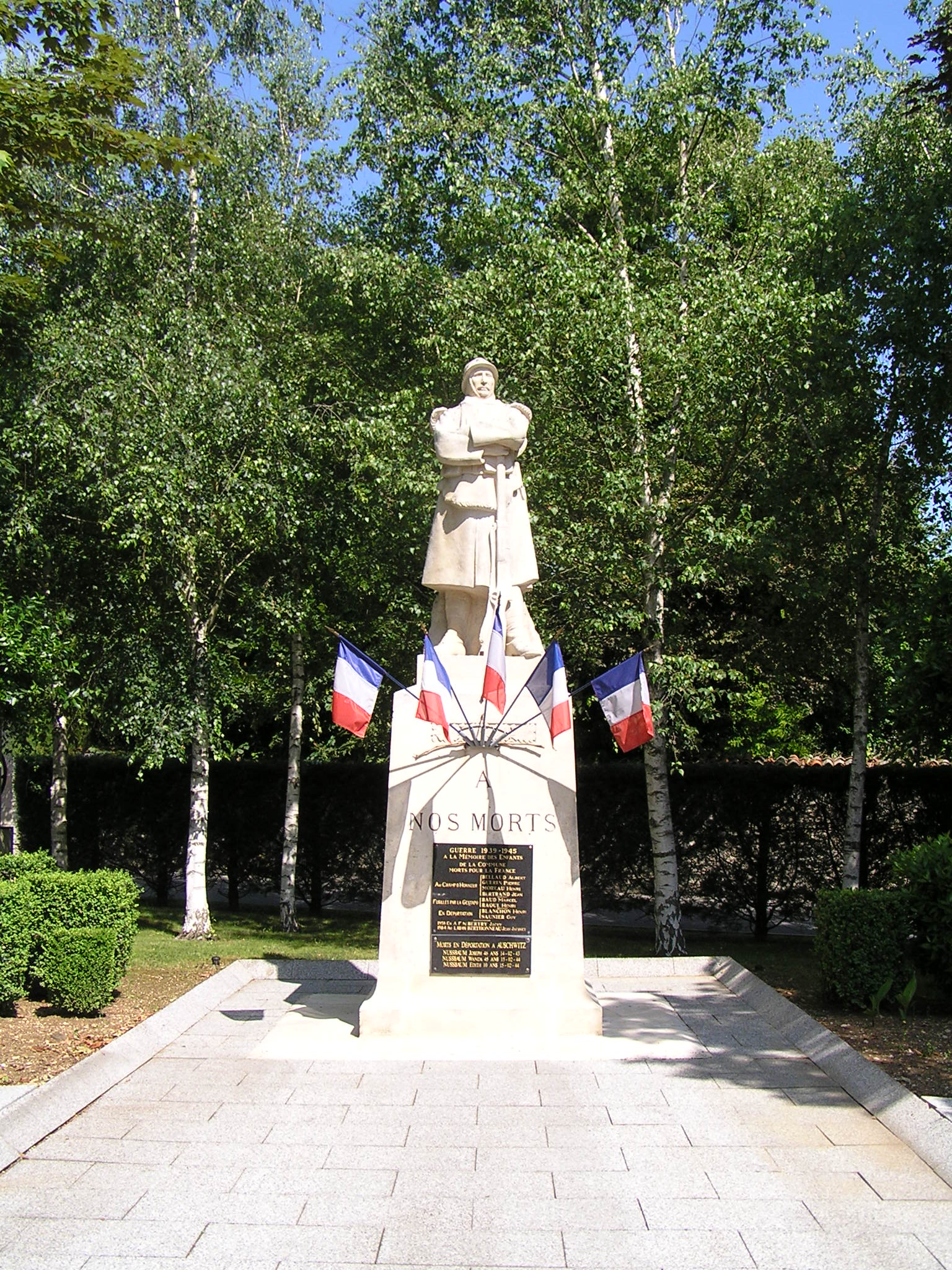
Военный мемориал